# مارك فيشر
مارك فيشر (بالإنجليزية: Mark Fisher) هو كاتب سيناريو وسياسي بريطاني، ولد في 29 أكتوبر 1944 في المملكة المتحدة. حزبياً، نشط في حزب العمال.

## مناصب
- في الانتخابات العمومية للمملكة المتحدة 1983 [الإنجليزية]‏، انتخب عضو البرلمان التاسع والأربعون للمملكة المتحدة عن دائرة ستوك-أون-ترينت الوسطى خلال فترته النيابية ‏ (9 يونيو 1983 – 18 مايو 1987).
- في الانتخابات العمومية للمملكة المتحدة 1987 [الإنجليزية]‏، انتخب عضو البرلمان الخمسون للمملكة المتحدة عن دائرة ستوك-أون-ترينت الوسطى خلال فترته النيابية ‏ (11 يونيو 1987 – 16 مارس 1992).
- في الانتخابات العامة في المملكة المتحدة 1992 [الإنجليزية]‏، انتخب عضو البرلمان الحادي والخمسون للمملكة المتحدة عن دائرة ستوك-أون-ترينت الوسطى خلال فترته النيابية ‏ (9 أبريل 1992 – 8 أبريل 1997).
- انتخب Minister of State for Digital and Culture [الإنجليزية]‏ (2 مايو 1997 – 14 يونيو 1998).
- في الانتخابات العامة في المملكة المتحدة 1997 [الإنجليزية]‏، انتخب عضو البرلمان الثاني والخمسون للمملكة المتحدة عن دائرة ستوك-أون-ترينت الوسطى وقد انضم خلال فترته النيابية ‏ (1 مايو 1997 – 14 مايو 2001) للكتلة البرلمانية حزب العمال.
- في الانتخابات العامة في المملكة المتحدة 2001، انتخب عضو برلمان المملكة المتحدة الـ53 عن دائرة ستوك-أون-ترينت الوسطى وقد انضم خلال فترته النيابية ‏ (7 يونيو 2001 – 11 أبريل 2005) للكتلة البرلمانية حزب العمال.
- في الانتخابات العامة في المملكة المتحدة 2005، انتخب عضو برلمان المملكة المتحدة الـ54 عن دائرة ستوك-أون-ترينت الوسطى وقد انضم خلال فترته النيابية ‏ (5 مايو 2005 – 12 أبريل 2010) للكتلة البرلمانية حزب العمال.
- انتخب Parliamentary Under-Secretary of State for Arts and Heritage [الإنجليزية]‏ (2 مايو 1997 – 14 يونيو 1998).